# كين لونش
كين لونش (بالإنجليزية: Ken Lynch)‏ هو ممثل أمريكي، ولد في 15 يوليو 1910 في الولايات المتحدة، وتوفي في 13 فبراير 1990 ببربانك في الولايات المتحدة.

## أعمال

### أفلام
- (1959) تحليل جريمة قتل
- (1959) شمالا إلى الشمال الغربي
- (1962) أيام الخمر والورد
- (1970) تورا! تورا! تورا!

## وصلات خارجية
- كين لونش على موقع IMDb (الإنجليزية)
- كين لونش على موقع ألو سيني (الفرنسية)
- كين لونش على موقع أول موفي (الإنجليزية)
- كين لونش على موقع قاعدة بيانات الأفلام السويدية (السويدية)
- كين لونش على موقع قاعدة بيانات الفيلم (الإنجليزية)
- كين لونش على موقع كينوبويسك (الروسية)